# Pałeczka nosacizny
Pałeczka nosacizny (Burkholderia mallei) – to Gram-ujemna, nieprzetrwalnikująca, bezotoczkowa, urzęsiona biegunowo pałeczka będąca przyczyną nosacizny. Drobnoustrój został opisany po raz pierwszy przez Löfflera i Schutza w 1882 roku.

## Fizjologia i morfologia
Bakteria wzrasta na pożywkach prostych w warunkach tlenowych. Na agarze kolonie wyrastają po około dwóch dniach i przyjmują barwę szarą. Starsze hodowle mogą mieć inny wygląd morfologiczny bakterii (łańcuszki etc.). Rezerwą węgla jest kwas hydroksymasłowy.

## Wrażliwość
Pałeczka nosacizny może przeżyć w środowisku zewnętrznym nawet kilka tygodni, jednak jest wrażliwa na czynniki zewnętrzne (światło słoneczne, fenol). Antybiotykami aktywnymi wobec drobnoustroju jest tetracyklina, chloramfenikol oraz streptomycyna.

## Synonimy
Czasami spotykaną nazwą drobnoustroju jest Pseudomonas mallei. Inne, starsze nazwy to Acinetobacter mallei, Malleomyces mallei, Loefflerella mallei.